# Bodkin (TV-serie)
Bodkin (även benämnd On Record) är en amerikansk dramakomediserie. Serien hade premiär den 9 maj 2024 på strömningstjänsten Netflix. Serien som består av sju avsnitt är skapad av Jez Scharf som även medverkat i skrivandet av manus.

## Handling
Serien kretsar kring en grupp podcastare som försöker lösa ett mysterium med tre försvunna personer i en irländsk stad.

## Rollista (i urval)
- Will Forte - Gilbert Power
- Siobhán Cullen - Dove
- Robyn Cara - Emmy
- David Wilmot - Seamus Gallagher
- Chris Walley - Sean O'Shea
- Seán Óg Cairns - Garda Eoin
- Peter Bankole - Charles
- Kerri McLean - Maeve